# Goldkehl-Sonnennymphe
Die Goldkehl-Sonnennymphe (Heliangelus micraster) oder manchmal auch Zwergturmalin-Sonnennymphe (oder auch Zwerg-Turmalinsonnennymphe) ist eine Vogelart aus der Familie der Kolibris (Trochilidae). Die Art hat ein großes Verbreitungsgebiet, das etwa 20.000 Quadratkilometer in den südamerikanischen Ländern Ecuador und Peru umfasst. Der Bestand wird von der IUCN als „nicht gefährdet“ (least concern) eingeschätzt.

## Merkmale

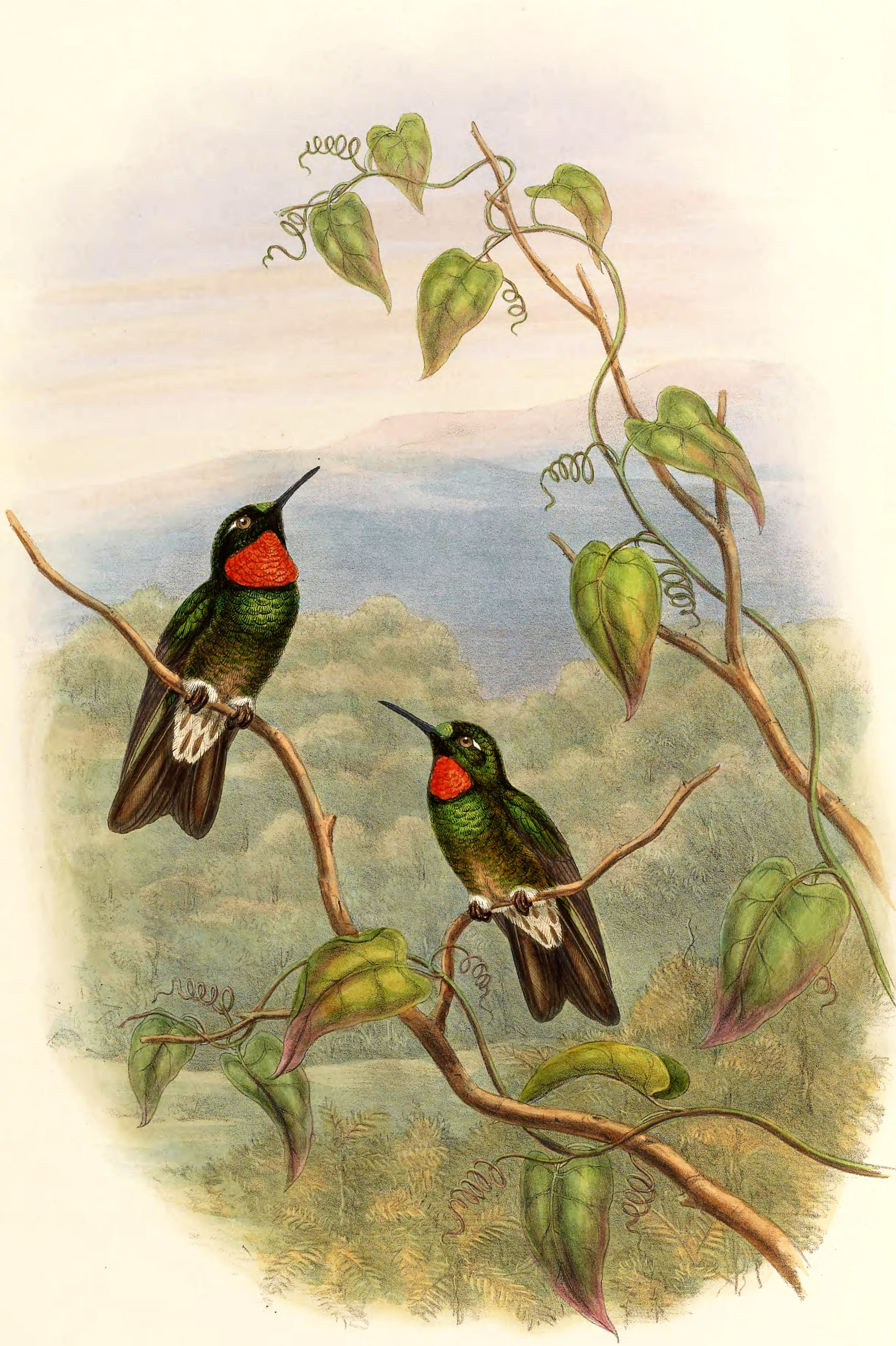
Heliangelus micraster, gemalt von John Gould und William Matthew Hart

Die männliche Goldkehl-Sonnennymphe erreicht eine Körperlänge von etwa 11 Zentimetern, während das Weibchen mit ca. 9,5 bis 10 Zentimetern etwas kleiner ist. Der gerade, schwarze Schnabel wird ca. 15 Millimeter lang. Die Oberseite ist funkelnd grün. Der Scheitel hebt sich hiervon durch ein strahlendes helleres Grün ab. Postokular (hinter den Augen) hat der Kolibri einen eher unauffälligen weißen Tupfen. Der Untersteiß (Crissum) ist auffällig weiß. Der schwarzblaue Schwanz ist gabelförmig. Die mittleren Steuerfedern sind bronzegrün. Die Kehle des Männchens leuchtet feurig orangerot. Die Kehle des Weibchens ist ähnlich, nur nicht so intensiv gefärbt. So befindet sich beim Weibchen am oberen Teil des Halses oft eine Mischung aus den Farben Weiß, Grün und Orange. Der Bauch ist bei beiden Geschlechtern im Gegensatz zum Untersteiß grau.

## Habitat

Verbreitung der Goldkehl-Sonnennymphe

Bevorzugtes Habitat der Goldkehl-Sonnennymphe ist subtropischer bis tropischer feuchter Bergwald. Seltener kann man sie im Weideland beobachten. Man findet die Art vorwiegend in Höhen zwischen 2200 und 3000 Metern. In Peru kann man sie in den Anden nördlich und westlich des Marañón-Flusses antreffen. In Ecuador ist sie in der Cordillera del Cóndor, Cordillera del Zapote-Najda und im Sangay-Nationalpark beheimatet.

## Verhalten
Wenn sich die Goldkehl-Sonnennymphe auf den Ast setzt, hebt sie gerne ihre Flügel. Sie klammert sich bevorzugt zur Nahrungsaufnahme an Pflanzen und spreizt dabei ihre Flügel. Gerne pickt sie Insekten aus dem Geäst. Das Herauspicken von Insekten kann durchaus auch im Schwirrflug beobachtet werden.

## Unterarten
Von der Art sind bisher zwei Unterarten bekannt:
- Heliangelus micraster cutervensis (Simon, 1921)[2] – Die Unterart ist im Nordwesten Perus verbreitet.
- Heliangelus micraster micraster Gould, 1872[3] – Die Nominatform kommt im Südosten Ecuadors und Norden Perus vor.

## Etymologie und Forschungsgeschichte
John Gould beschrieb die Goldkehl-Sonnennymphe unter dem heutigen Namen Heliangelus micraster. Das Typusexemplar wurde in San Lucas in der Provinz Loja gesammelt. Heliangelus leitet sich von den griechischen Wörtern ἥλιος hēlios für „Sonne“ und ἄγγελος ángelos für „Engel, Bote, Gesandter“ ab. Das Artepitheton micraster ist ein griechisches Gebilde au  mikrós für „klein“ und ἀστήρ astḗr für „Stern“. Cutervensis bezieht sich auf die Provinz Cutervo in der Region Cajamarca, das Gebiet, in dem Jan Sztolcman das Typusexemplar gesammelt hatte.